# Dürnau (Biberachi járás)
Dürnau település Németországban, azon belül Baden-Württembergben. Lakosainak száma 467 fő (2023. december 31.).

## Népesség
A település népessége az elmúlt években az alábbi módon változott:
| Lakosok száma | 277  | 311  | 353  | 372  | 368  | 415  | 425  | 457  | 421  | 467  |
|               | 1961 | 1967 | 1974 | 1980 | 1986 | 1993 | 1999 | 2005 | 2012 | 2023 |

### A lakosság számának alakulása
- 1827: 307
- 1871: 371
- 1910: 375
- 1939: 294
- 1950: 343
- 1970: 311
- 2004: 459
- 2010: 510
- 2012: 421
- 2013: 411